# Kasango Mpia
Kasango Mpia – kongijski piłkarz występujący na pozycji bramkarza.

## Kariera klubowa
W swojej karierze Mpia występował między innymi w zespole DC Motema Pembe.

## Kariera reprezentacyjna
W 1994 roku Mpia został powołany do reprezentacji Zairu na Puchar Narodów Afryki. Zagrał na nim w meczu z Nigerią (0:2), a Zair odpadł z turnieju w ćwierćfinale.